# Граберт, Мартин
Мартин Граберт (нем. Martin Grabert; 15 мая 1868, Арнсвальде (ныне Хощно, Польша) — 23 января 1951, Берлин) — немецкий композитор и органист.

## Биография
Получил образование как органист в Институте церковной музыки в Берлине, изучал также теоретические дисциплины в Берлинском университете у Генриха Беллермана и композицию у Вольдемара Баргиля. В сезоне 1894/1895 гг. капельмейстер городского театра в Ростоке, затем на протяжении всей жизни работал в Берлине: с 1895 г. органист и руководитель хора в Мемориальной церкви кайзера Фридриха, с 1898 г. в Доротеенштадтской церкви, а с 1924 г. и до выхода на пенсию в 1938 г. в церкви Святого Марка. Занимался возвращением кантат Иоганна Себастьяна Баха в практику богослужебного исполнения.
Граберту принадлежит ряд хоровых и органных сочинений, однако наиболее известна его небольшая соната для гобоя и фортепиано Op. 52, написанная около 1920 г. для гобоиста Берлинской государственной оперы Готфрида Шрайбера.